# Algor mortis
Algor mortis (von lat. algor ‚Kälte‘ und mors ‚Tod‘), auch Totenkälte oder Leichenkälte, ist die medizinische Fachbezeichnung für die reduzierte Körpertemperatur nach Todeseintritt infolge des Ausbleibens von wärmeerzeugenden oxidativen Stoffwechselvorgängen in der Leiche.
Sie wird bei einer Leichenschau festgestellt und dient zur Bestimmung der Todeszeit. Der Sterbezeitpunkt wird in den Totenschein eingetragen und hat etwa bei nahezu gleichzeitigem Versterben mehrerer Angehöriger erbrechtliche Konsequenzen insbesondere für die Erbfolge (§ 1922 Abs. 1 BGB), aber auch die Erbfähigkeit (§ 1923 Abs. 1 BGB).

XY-Graph der Glaister-Gleichung mit Werten zwischen 37 °C und 20 °C (einer häufig angegebenen Umgebungstemperatur)

Der Zusammenhang wird durch die nach dem schottischen Forensiker John Glaister benannten Glaister-Gleichung beschrieben, die den eigentlich exponentiellen Verlauf an eine Gerade angleicht mit −2 °C während der ersten Stunde und dann je −1 °C pro Stunde, bis sich die Körpertemperatur der Umgebungstemperatur angleicht:
{\displaystyle (36{,}9\,{\text{°C}}-{\text{Rektaltemperatur in °C}})\cdot {\frac {6}{5}}}
Die Körperkerntemperatur wird tief rektal in einem Abstand von 8 cm vom Schließmuskel gemessen. Nach einem anfänglichen Temperaturplateau von 2–3 h Dauer fällt die Temperatur um etwa 0,5–1,5 °C/h ab, abhängig von Umgebungstemperatur, Lagerung, Bekleidung, Bedeckung, Körperproportionen und Witterungsbedingungen.
Die Körpertemperatur gleicht sich der (in der Regel niedrigeren) Umgebungstemperatur an, wobei sich zunächst ein Temperaturgefälle von Körperkern zu Körperschale aufbaut, beeinflusst durch Wärmeabstrahlung und Verdunstung an der Körperoberfläche sowie durch Konvektion (Wärmeabtransport durch die Luftströmung) und Konduktion (der Wärmeleitung, abhängig davon, wo und wie der Körper liegt). Bei so vielen unterschiedlichen Faktoren hat eine Bestimmung des Algor mortis allein oft nur einen geringen Aussagewert in Bezug auf den Zeitpunkt des eingetretenen Todes. Ergänzend werden deshalb die Ausbildung von Totenflecken, der Totenstarre und die mechanische Erregbarkeit der Skelettmuskulatur herangezogen.
Die Körpertemperatur zählt zu den unsicheren Todeszeichen, da auch noch lebende Personen eine Unterkühlung aufweisen können.
Als Faustregel gilt: Nach Eintritt des Todes fällt die Körpertemperatur (ca. 37 °C) auf Raumtemperatur (ca. 21 °C) mit etwa 0,8 °C pro Stunde, d. h., der Temperaturausgleich ist nach etwa 19 Stunden eingetreten.